# Кабриолет (песня)
«Кабриоле́т» — песня 1992 года композитора Гари Голда на слова Ильи Резника, написанная специально для Любови Успенской. Эта песня считается визитной карточкой певицы.

## История

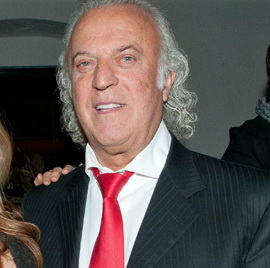
Илья Резник в 2010 году

Песня «Кабриолет» была написана в 1992 году Гари Голдом — американским джазовым музыкантом, бывшим саксофонистом Эстрадно-симфонического оркестра Центрального телевидения и Всесоюзного радио под управлением Юрия Силантьева, в 1972 году в 25-летнем возрасте эмигрировавшим из СССР в США. Слова «Кабриолета» написал Илья Резник, к этому времени хорошо известный в России многими песнями. Голд познакомился с Резником в США, куда последний приехал на гастроли со своим театром. Голд, не знавший ни Резника, ни его творчества, услышал, как тот читает свои стихи, и поинтересовался, чьи они. Резник, удивившийся этому незнанию, ответил, что стихи — его, и Голд предложил ему сотрудничество в написании песен.

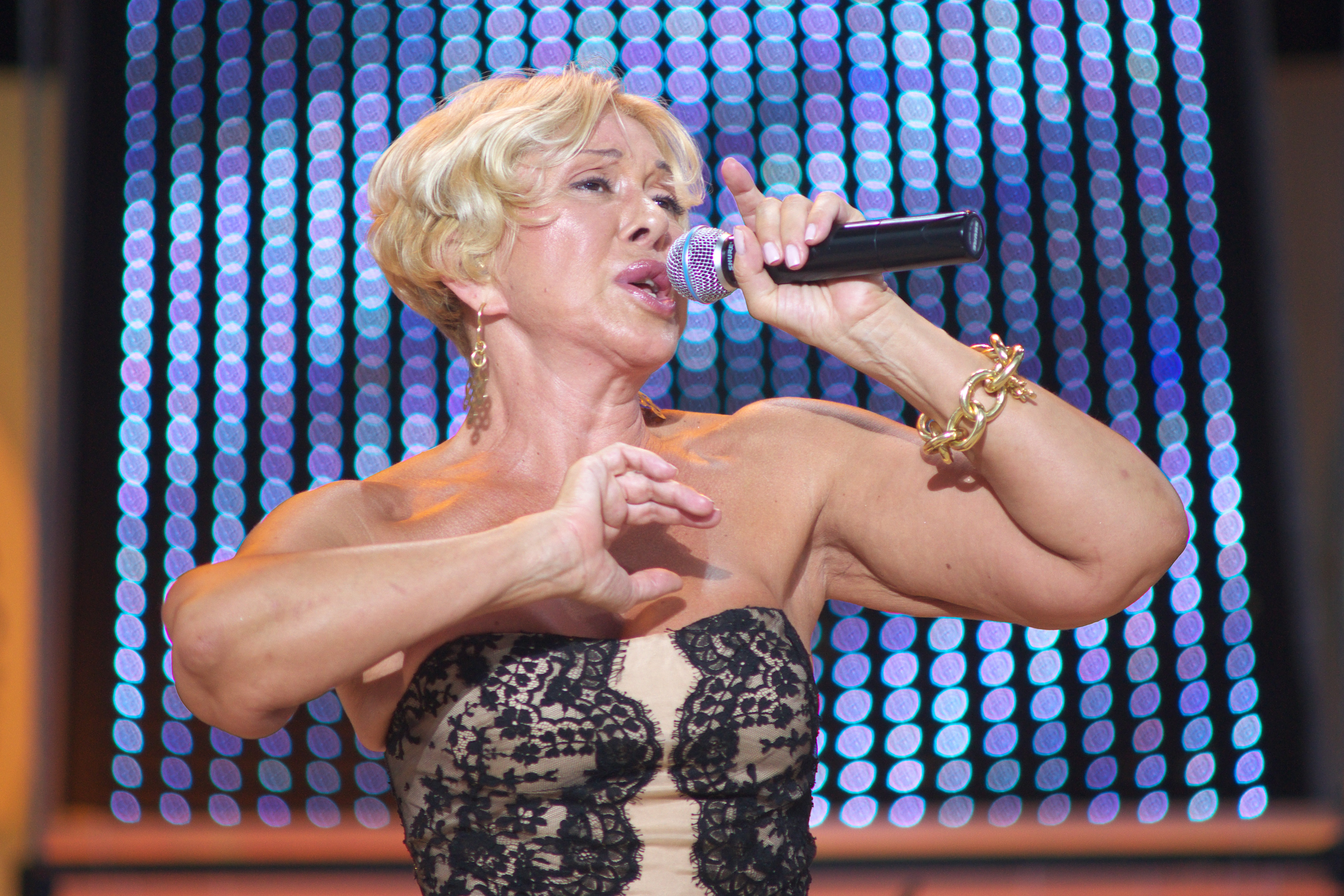
Любовь Успенская в 2011 году

Вместе с Резником Голд написал 35 песен и записал и спродюсировал 2 альбома. Голд познакомил Резника с известной ресторанной певицей  Любовью Успенской, которая совместными усилиями двух соавторов, написавших для неё несколько песен, смогла выйти на большую сцену. Первыми песнями для Успенской стали «Россия» и «Пропади ты пропадом» и только потом был написан «Кабриолет».
Для Гари Голда это был новый опыт:
Я никогда не обращал внимания на эстрадные песни, потому что считал, что джаз, как и классика, — это серьёзная музыка. Но со временем эстрада стала меня привлекать. И появилась песня «Кабриолет». Удивительно, но этот хит я предчувствовал ещё юношей, а появился он только тогда, когда мне было уже 45.
По словам самого Голда, Резника на написание текста «А я сяду в кабриолет, и уеду куда-нибудь» вдохновил автомобиль, на котором в то время ездил сам композитор — кабриолет фирмы Mercedes.
В 1995 году «Кабриолет» стал лауреатом телевизионного фестиваля «Песня года».
Песня стала визитной карточкой Любови Успенской.
В 2009 году Успенская выступила с песней «Кабриолет» в выпуске «Городской романс» программы «Достояние республики». Сама она была не очень довольна выбором песни:
Если бы мне дали возможность здесь спеть песню, я бы, конечно, сегодня спела бы песню «Небо». <..> Но меня почему-то не захотели с этой песней. <...> Иной раз я даже забываю, что я Люба. Мне кажется, что меня уже зовут Кабриолет.
В разное время «Кабриолет» исполнялся самим Гари Голдом — как инструменталистом (соло на саксофоне) и вокалистом. Свою версию песни записала Маша Распутина.

## Клипы, студийные и концертные выступления
- Клип Любови Успенской на песню «Кабриолет», 1993
- Выступление Любови Успенской с песней «Кабриолет» на телевизионном фестивале «Песня-94»
- Концертное выступление Любови Успенской с песней «Кабриолет» в Киеве в 2003 году
- Студийное выступление Любови Успенской с песней «Кабриолет» в программе «Достояние республики» в 2009 году
- «Kabriolet — Paris» (инструментальная версия песни «Кабриолет», соло на саксофоне Гари Голда, 2010)
- «Кабриолет — 21-й век» (аранжировка в «быстром темпе» песни «Кабриолет», вокал Гари Голда, 2010)